# Leigh Griffiths
Leigh Griffiths, né le 20 août 1990 à Édimbourg, est un footballeur international écossais qui évolue au poste d'attaquant.

## Biographie
En janvier 2014, il rejoint le Celtic Glasgow. Il marque son premier but sous ses nouvelles couleurs le 22 février 2014 lors d'une rencontre face aux Hearts of Midlothian. Le 12 décembre 2018, son club annonce que le joueur met sa carrière en pause, afin de soigner son addiction aux jeux.

## Palmarès
- Dundee FC
  - Vainqueur de la Scottish Challenge Cup en 2010.
- Celtic
  - Vainqueur du Championnat d'Écosse en 2014, 2015, 2016, 2017, 2018 et 2020.

- - Vainqueur de la Coupe de la Ligue écossaise en 2015 ,2016 et 2017
  - Vainqueur de la Coupe d'Écosse en 2017 et 2020.

### Distinctions personnelles
- Meilleur buteur du Championnat d'Écosse en 2016.

## Statistiques
| Saison    | Club                    | Pays            | Championnat         | Coupes nationales | Coupes d'Europe  | Écosse  |
| --------- | ----------------------- | --------------- | ------------------- | ----------------- | ---------------- | ------- |
| 2006-2007 | Livingston              | 1st Division    | 4 matchs / 1 but    | -                 | -                | -       |
| 2007-2008 | Livingston              | 1st Division    | 18 matchs / 5 buts  | 2 matchs          | -                | -       |
| 2008-2009 | Livingston              | 1st Division    | 29 matchs / 22 buts | 3 matchs / 2 buts | -                | -       |
| 2009-2010 | Dundee FC               | 1st Division    | 29 matchs / 13 buts | 7 matchs / 7 buts | -                | -       |
| 2010-2011 | Dundee FC               | 1st Division    | 18 matchs / 8 buts  | 2 matchs / 1 but  | -                | -       |
| 2010-2011 | Wolverhampton Wanderers | Premier League  | -                   | 1 match           | -                | -       |
| 2011-2012 | Hibernian               | Premier League  | 30 matchs / 8 buts  | 6 matchs / 3 buts | -                | -       |
| 2012-2013 | Hibernian               | Premier League  | 36 matchs / 23 buts | 5 matchs / 5 buts | -                | 1 match |
| 2013-2014 | Wolverhampton Wanderers | League one      | 26 matchs 12 buts   | 4 matchs 1 but    |                  |         |
| 2013-2014 | Celtic FC               | Premiere League | 13 matchs 7 buts    | 1 match           |                  |         |
| 2014-2015 | Celtic FC               | Premiere League | 24 matchs 14 buts   | 8 matchs 6 buts   | 9 matchs         |         |
| 2015-2016 | Celtic FC               | Premiere League | 35 matchs 31 buts   | 5 matchs 5 buts   | 11 matchs 4 buts |         |
| 2016-2017 | Celtic FC               | Premiere League |                     |                   | 3 matchs 2 buts  |         |

Dernière mise à jour le 9 décembre 2012

## Palmarès

### Personnel
- Membre de l'équipe-type de Scottish Premier League en 2013 et  2016

Fait marquant : Lors d'un match contre les Hearts en 2013, Leigh Griffiths a délivré un magnifique coup franc aux 40 mètres qui touche la barre transversale, rentre dans le but mais l'attaquant avait mis tellement d'effet dans le tir que la balle ressort du but sans toucher le filet, et l'arbitre n'a malheureusement pas accordé ce magnifique coup franc  